# Karl Oberle (Politiker)
Karl Oberle (* 17. September 1925 in Elsenfeld; † 10. Januar 2008 ebenda) war ein deutscher Politiker (CSU).
Oberle besuchte das Gymnasium in Aschaffenburg und studierte Philosophie und Rechtswissenschaften an der Universität Würzburg. Im Zweiten Weltkrieg war der ausgebildete Flugzeugführer an der Ostfront als Infanterist aktiv. Nach dem Bestehen beider juristischer Staatsprüfungen ließ er sich 1954 als Rechtsanwalt in Obernburg am Main nieder. 1956 wurde er sowohl zum Leiter des Kreisverbandes der CSU in Obernburg als auch in den Kreistag sowie zum stellvertretenden Landrat des Landkreises Obernburg gewählt. 1967 bis 1972 war er Landrat des Landkreises Obernburg und nach der Gebietsreform bis 1986 Landrat des gesamten heutigen Landkreises Miltenberg.
Von 1962 bis 1970 vertrat er den Stimmkreis Miltenberg – Obernburg im Bayerischen Landtag als direkt gewählter Abgeordneter.